# Ricitos de Oro y los tres osos
Ricitos de Oro y los tres osos  es un cuento de hadas, normalmente considerado como una historia folclórica anónima, tal vez escocesa. Cobró fama a partir de su primera edición en 1837 en la forma de un texto en prosa compuesto por Robert Southey, basado tal vez en una versión más antigua y que aparecía en su obra The Doctor.

## Sinopsis
La historia narra el encuentro entre tres osos, (padre, madre e hijo) antropomórficos y una niña llamada Ricitos de Oro, debido a su cabellera rubia. Una familia de osos, compuesta por un papá, una mamá y su hijo pequeño, vive en una casa en el bosque. Un día, mientras esperan a que su avena se enfríe, la familia de osos sale a dar un paseo. Ricitos de Oro encuentra la casa vacía y, llena de curiosidad, entra y explora la casa. Como tiene hambre, comienza por probar la avena: le gusta la del osito, que no está ni muy caliente ni muy fría, y se la come toda. Mientras explora las otras habitaciones de la casa, llega a la sala, donde las sillas de los padres osos le resultan muy incómodas debido a su gran tamaño. Al probar la silla del oso pequeño, la rompe accidentalmente. Luego sube a los cuartos y, de la misma manera, las camas de los osos mayores le resultan incómodas, pero no la del oso menor, donde se queda dormida al instante. 
No pasa mucho tiempo antes de que los dueños de la casa regresen y queden muy sorprendidos al ver que alguien ha bebido de sus platos de avena, desordenado sus sillas en la sala de estar (dejando rota la del osito menor) y que las habitaciones también están desorganizadas. En ese momento, notan la presencia de la niña, que se despierta sobresaltada al verlos y sale corriendo de la casa sin mirar atrás. Al llegar a su hogar, les cuenta a sus padres lo que ha vivido esa tarde. Ese día, todos aprenden una valiosa lección: los osos, a no dejar la entrada de su casa insegura, y la niña, a no entrar en casas de desconocidos y menos aún sin autorización.